# Linzer SV
Linzer SV, pełna nazwa Linzer Schachverein, w skrócie LSV – austriacki klub szachowy z siedzibą w Linzu, mistrz kraju z 1956 roku.

## Historia
Klub został założony w 1907 roku. W 1955 roku klub zadebiutował w mistrzostwach kraju (Staatsmeisterschaft), zajmując wówczas trzecie miejsce. Rok później LSV zdobył 10 punktów, wyprzedzając o półtora punktu SK Baden i o dwa Hietzing Wiedeń i zdobywając w ten sposób mistrzostwo kraju. W latach 1957–1958 szachiści klubu ponownie zajęli trzecie miejsce, a w 1960 roku uzyskano wicemistrzostwo. W roku 1962 LSV zajął trzecie miejsce w mistrzostwach Austrii, a w latach 1964–1965 – drugie. Po utworzeniu Staatsligi Linzer SV zadebiutował w niej w 1977 roku, uzyskując piąte miejsce. Rezultat ten powtórzono sezon później. W 1980 roku zespół zajął dziewiąte, przedostatnie miejsce, zaś w sezonie 1980/1981 ostatnie – dziesiąte – i spadł z ligi.